# 22470 Shirakawa-go
22470 Shirakawa-go este un asteroid din centura principală de asteroizi.

## Descriere
22470 Shirakawa-go este un asteroid din centura principală de asteroizi. A fost descoperit pe 9 februarie 1997 la Chichibu de Naoto Satō. Asteroidul prezintă o orbită caracterizată de o semiaxă mare de 2,42 ua, o excentricitate de 0,14 și o înclinație de 2,0° în raport cu ecliptica.